# Угљеша Шајтинац
Угљеша Шајтинац (Зрењанин, 1. октобар 1971) српски је драмски писац, књижевник и универзитетски професор. Шајтинац је професор на Академији уметности Универзитета у Новом Саду.

## Биографија
Рођен је 1971. године у Зрењанину. Син је банатског књижевника Радивоја Шајтинца. На Факултету драмских уметности у Београду дипломирао је 1999. године. Од 2003. до 2005. године био је драматург у Српском народном позоришту (СНП) у Новом Саду, а након тога постао професор на Академији уметности Универзитета у Новом Саду.
Добитник је три награде за сценарио за филм Хадерсфилд (Нови Сад, Врњачка Бања и Варшава).
Члан је Српског књижевног друштва од 2007. године.
Његов отац је Радивој Шајтинац, српски песник, приповедач, есејист и драматург.

## Награде

### Књижевне награде
- Стеријина награда за текст савремене драме, за драму Хадерсфилд, 2005.
- Награда „Кочићева књига” за драму, за Хадерсфилд, 2008.
- Награда „Биљана Јовановић” Српског књижевног друштва, за роман Вок он!, 2008.
- Награда „Златни сунцокрет”, за роман Сасвим скромни дарови, 2012.
- Награда „Бора Станковић” Града Врања, за роман Сасвим скромни дарови, 2012.[8]
- Књижевна награда „Политикиног Забавника”, за књигу Чарна и Несвет, 2014.[9]
- Награда Европске уније за књижевност, за роман Сасвим скромни дарови, 2014.[10]
- Андрићева награда, за збирку прича Банаторијум, 2014.
- Награда „Исидора Секулић”, за књигу прича Жена из Хуареза, 2018.[11]
- Награда Друштва књижевника Војводине за књигу године, за књигу прича Жена из Хуареза, 2018.

## Дела

### Романи
- Чуда природе (1993)
- Нада станује на крају града (2002)
- Вок он! (2007)
- Сасвим скромни дарови (2011)
- Кољка и Сашењка (2022)[12]
- Сасвим скромни дарови (2011)
- Мадам Фајрфлај (2024)

Романи за децу:
- Ветрушкина ледина (2006)
- Чарна и Несвет (2013)
- Банда нежељених љубимаца (2017)
- Биће једном (2020)

### Књиге прича
- Чемер (1997)
- Банаторијум и ина проза (2014)
- Жена из Хуареза (2017)

### Драме
- Реквизитер (Премијера у Београдском драмском позоришту, 1999.)
- Право на Руса (Премијера у Српском народном позоришту, 2001.)
- Говорите ли аустралијски? (Премијера у Народном позоришту „Тоша Јовановић“, 2002.)
- Живот на пустом острву (Позориште игралиште, БЕЛЕФ 2003.)
- Робинзон и пирати (Позориште игралиште, БЕЛЕФ 2004.)
- Хадерсфилд (Српска премијера у Југословенском драмском позоришту, 2005.)
- Банат (Југословенско драмско позориште, 2007.)
- Ветрушкина ледина (Народно позориште „Тоша Јовановић”, 2008.)
- Лепет мојих плућних крила (Зграда Народног позоришта у Сомбору, 2009.)
- Четири комада (2014, избор драма: Животиње, Банат, Хадерсфилд и Огигијанке)
- Aнималс (Крушевачко позориште, 2018.)

Радио драме
- У бунару (1998)
- Ђакон Богородичне цркве (драматизација романа Исидоре Секулић, 1999).